# Камінокуні

41°48′4″ пн. ш. 140°7′17″ сх. д. / 41.80111° пн. ш. 140.12139° сх. д.
Каміноку́ні (яп. 上ノ国町, かみのくにちょう, МФА: [kamʲinokuɲi t͡ɕoː]) — містечко в Японії, в повіті Хіяма округу Хіяма префектури Хоккайдо. Станом на 1 жовтня 2008 року площа містечка становила 547,58 км². Станом на 31 березня 2017 населення містечка становило 5077 осіб.